# Salvador Mejía Alejandre
Salvador Mejía Alejandre (Toluca, 12 de fevereiro de 1961) é um produtor de telenovelas mexicano.

## Biografia
Ele tem feito toda a sua carreira na Televisa. Estudou "Comunicação da Ciência" na "Universidade Intercontinental". Chegando em Televisa baseou muito no renomado produtor Valentín Pimstein, com quem trabalhou em telenovelas como Principessa, Simplemente María, O Obsceno soñador, e outras. Gradualmente cresceu em seu talento e profissionalismo.
Sua carreira começou como um produtor executivo em 1997, com a telenovela  Esmeralda. Curiosamente este produtor recebe muitas criticas por não ter muitas chances de produzir histórias originais.
Até agora só tem produzido "remakes", exceto No Limite da Paixão (Entre el Amor y el Ódio), que não baseada em uma outra telenovela. Salvador também é casado com a produtora Nathalie Lartilleux, que foi sua parceira na produção de sua primeira telenovela.

## Telenovelas
- Me atrevo a amarte - 2025
- Vivir de amor - 2024
- Corazón guerrero - 2022
- En tierras salvajes - 2017
- Las amazonas - 2016
- Lo imperdonable - 2015
- La tempestad - 2013
- Qué bonito amor - 2012
- Triunfo del amor - 2010
- Corazón salvaje - 2009
- Fuego en la sangre - 2008
- Mundo de fieras - 2006
- La esposa virgen - 2005
- La madrastra - 2005
- Mariana de la noche - 2003
- Entre el amor y el odio - 2002
- Abrázame muy fuerte - 2000
- Rosalinda - 1999
- La usurpadora - 1998
- Esmeralda - 1997

## Produtor associado
- María Mercedes (1992)
- La pícara soñadora (1991)
- Principessa (1984)

## Coordenador de produção
- Simplemente María (1989)
- Rosa salvaje (1987)

## Diretor executivo
- Bajo las riendas del amor (2007)
- El amor no tiene precio (2005)
- Inocente de ti (2004)